# José Antonio Martínez i Bayo
José Antonio Martínez Bayo (Lleida, 1 de juny de 1952 – 30 de març de 2020) va ser un atleta català, especialitzat en les proves de mig fons.
Va desenvolupar gran part de la seva carrera esportiva al CN Barcelona després d'haver militat als seus inicis al RCD Espanyol. Va ser cinc vegades campió de Catalunya en 1.500 m i, en pista coberta, una en 1.500 m i quatre en 3.000 m llisos. També va assolir dos campionats d'Espanya en 1.500 m en pista coberta. A més, va batre el rècord de Catalunya de 1.500 m (1975) i 3.000 m (1974). Internacional amb la selecció espanyola en quatre ocasions, va participar en els Campionats d'Europa en pista coberta de 1975. És considerat com un dels millors migfondistes estatals de la dècada de 1970.

## Palmarès
- 5 Campionat de Catalunya de 1.500 m llisos: 1970, 1973, 1974, 1976, 1978
- 1 Campionat de Catalunya de 1.500 m llisos en pista coberta: 1977
- 4 Campionat de Catalunya de 3.000 m llisos en pista coberta: 1970, 1972, 1973, 1974
- 2 Campionat d'Espanya de 1.500 m llisos en pista coberta: 1974, 1975